# Шарль Пік
Шарль Пік (фр. Charles Pic; 15 лютого 1990 року, в Монтелімарі, Франція) — французький професійний автогонщик, виступає на змаганнях Формули-1. Станом на 2013 рік є пілотом команди Кайтерем. Дебют у Формулі-1 відбувся в 2012 року за команду Маруся.

## Кар’єра

### Картинг
Пік робить успішну кар’єру в картингу вигравши ряд маловідомих чемпіонатів та індивідуальних змагань, впритул наблизившись до перемоги у Європейському чемпіонаті картингу класу КФ-2.

### Формула Рено
У змаганнях на гоночному автомобілі Пік робить дебют 2006 року фінішуючи третім на French Formula Campus після чого, роком пізніше, бере участь у Чемпіонаті Франції Формули Рено 2.0 л та Єврокубку Формули Рено 2.0 л. Третього місця у європейській серії виявляється достатньо для отримання рангу новачка у вищому класі змагань.

### Світова серія Рено
На 2008 рік Пік робить перехід до команди Tech 1 Racing для змагань у Світовій серії Рено в престижному класі двигунів 3.5 л. Напарником пілота стає Жюльєн Жус, а він згідно зі своїми балами фінішує 6 завдяки двом перемогам на трасі в Монако (абсолютна перевага протягом усього вікенду, поул-позиція та найшвидше коло) і Ле Мані. Пілот залишається в команді на наступний сезон та виграє вдвічі більше, цього разу ще й на Сільверстоуні та Нюрбургрингу, що допомагає фінішувати йому третім у фінальному заліку. У 2009 Шарль також стає членом програми Рено по розвитку водіїв.

### GP2
Наприкінці 2009 року Пік узгоджує свою участь в серії GP2 Asia (сезон 2009–10) за команду Arden International, а потім залишається у ній для участі у GP2 (сезон 2010). На устаткуванні британської команди Пік виграє вже у дебюті, на відкритті сезону азійської серії в Бахрейні, після чого повторює досягнення у головній серії, під час початку сезону 2010 року на каталонській трасі. Зрештою він фінішує 10 у турнірній таблиці пілотів.
В 2011 році Пік переходить до команди Addax Team де опиняється поруч з своїм майбутнім напарником у Формулі-1 Гідо ван дер Гарде. Незважаючи на повну відсутність зароблених очок у GP2 Asia він відігрується у GP2, вигравши другі за кар’єру перегони у Каталонії де разом з ван дер Гарде, на домашньому для його команди етапі, привозить їй дубль. Інша перемога, цього разу на вулицях Монако, допомагає йому переміститися на третє місце в заліку пілотів. Ще два бали зароблені за поул у Валенсії на короткий час приносять Піку лідерство у чемпіонаті, але після сходів у обох перегонах і як результат регресу в загальному заліку, він завершує сезон на остаточному 4 місці, на 3 пункти вище за ван дер Гарде.

### Формула-1
У листопаді 2011 року Пік робить дебют за кермом боліда Формули-1 виступивши за команду Маруся на тестах молодших водіїв, що відбулися на трасі Яс-Марина, в Абу-Дабі. Він повинен був працювати на тестах півтора дні але команда вирішила надати йому додаткові пів дня часу після виникнення проблем з двигуном на другий день випробувань.
Під час тестів декілька джерел новин повідомляють про узгодження Піком контракту на виступи за команду у сезоні 2012 року

### Маруся (2012)
Після завершення гран-прі Бразилії 2011 року підтверджується, що Пік буде партнером Тімо Глока на наступний сезон у перейменованій Марусі. Також підтверджується, що куруватиме Шарля його земляк, екс-пілот Формули-1 Олів'є Паніс. На Гран-прі Угорщини 2012 року між Піком та його напарником Глоком виникає конфлікт після блокування ним Тімо під час кваліфікації. У самих перегонах Пік фінішує на 20 позиції. На етапі в Бельгії він встановлює найшвидший час у 2 вільній практиці. Сезон пілот завершує на 21 місці у загальній турнірній таблиці.

### Кайтерем (2013)
23 листопада 2012 року оголошується, що Пік підписав багаторічний контракт з Кайтеремом. Поруч із ним виступатиме його колишній напарник по GP2, новачок Формули-1 Гідо ван дер Гарде. Також Шарль Пік працюватиме послом Рено у Формулі-1.

## Повна таблиця результатів
Жирним шрифтом позначені етапи, на яких гонщик стартував з поулу.
Курсивом позначені етапи, на яких гонщик мав найшвидше коло.
| Рік  | Команда     | Шасі                   | Двигун               | 1        | 2      | 3      | 4        | 5        | 6        | 7      | 8      | 9      | 10     | 11       | 12     | 13     | 14     | 15       | 16       | 17     | 18       | 19       | 20     | Місце в чемпіонаті | Очки в чемпіонаті |
| ---- | ----------- | ---------------------- | -------------------- | -------- | ------ | ------ | -------- | -------- | -------- | ------ | ------ | ------ | ------ | -------- | ------ | ------ | ------ | -------- | -------- | ------ | -------- | -------- | ------ | ------------------ | ----------------- |
| 2012 | Marussia F1 | Marussia F1 MR01       | Cosworth CA2012 V8   | AUS 15 † | MAL 20 | CHN 20 | BHR Схід | ESP Схід | MON Схід | CAN 20 | EUR 15 | GBR 19 | GER 20 | HUN 20   | BEL 16 | ITA 16 | SIN 16 | JPN Схід | KOR 19   | IND 19 | ABU Схід | USA 20   | BRA 12 | 21                 | 0                 |
| 2013 | Кайтерем    | Кайтерем Caterham CT03 | Renault RS27-2013 V8 | AUS 16   | MAL 14 | CHN 16 | BHR 17   | ESP 17   | MON Схід | CAN 18 | GBR 15 | GER 17 | HUN 15 | BEL Схід | ITA 17 | SIN 19 | KOR 14 | JPN 18   | IND Схід | ABU 19 | USA 20   | BRA Схід |        | 20                 | 0                 |

† Пілот не зміг завершити перегони але був класифікований подолавши понад 90% дистанції.